# هواوی میت ۹
هواوی میت ۹ (به انگلیسی: Huawei Mate 9) یک گوشی هوشمند رده بالای اندرویدی از سری هواوی میت، محصولی از شرکت هواوی است که در نوامبر ۲۰۱۶ توسط همین شرکت معرفی شد.
این گوشی بصورت پیش‌فرض از سیستم عامل اندروید نوقا بهره می برد.
میت ٩، هارمونی او اس را نیز دریافت کرده است. 

## مشخصات
هواوی میت ۹ با صفحه ۵٫۹ اینچی نسبت به گوشی‌های هم رده خود که ۶ اینچی بودند صفحه نمایشگر کوچکتری دارد. بدنه این گوشی تلفن همراه غیر از قسمتهای پلاستیکی بالا و پایین از جنس فلز می‌باشد؛ که در دو نوع تک و دو سیم‌کارته با تنوع رنگ خاکستری نقره‌ای طلایی قهوه‌ای و سفید و مشکی موجود می‌باشد.
هواوی در سری میت تمرکز ویژه‌ای بر روی طول عمر باتری و دوربین گوشی دارد و در عوض در سری پی با وجود اینکه همچنان دوربین مورد توجه است، اما بیشتر مُد و زیبایی گوشی مد نظر قرار می‌گیرد. این دسته‌بندی‌ای است که هواوی در نشست خبری خود در مونیخ آلمان به آن اشاره کرد.

### دوربین
دوربین این گوشی از دو لنز متفاوت بهره می‌برد. دوربین اصلی ۱۲ مگا پیکسلی و دوربین دوم ۲۰ مگا پیکسلی سیاه و سفید می‌باشد؛ که از کیفیت و رزولوشن بهتری نسبت به دوربین رنگی برخوردار است.
دوربین این گوشی توسط شرکت آلمانی لایکا توسعه داده شده است. همان طور که در سری ساخت های قبلی این شرکت یعنی هواوی p9 نیز شاهد آن بودیم.
یکی از مزایای mate9 نسبت به سری قبلی خود فوکوس سریع روی سوژه است. برای این کار از سیستم جدیدی برای فوکوس به نام سیستم چهار به یک هیبریدی بهره برده است.
همچنین بخاطر وجود لرزش گیر اپتیکال 6 محوره که در این گوشی تعبیه شده است بازدهی عکاسی در نور کم بهبود یافته است. دوربین جلو mate9 دارای دریچه دیافراگم F1.9 میباشد. در دوربین mate 9 برخلاف سایر رقبای خود نظیر ال جی G5 و آیفون plus 7 از دو سنسور تعبیه شده استفاده میشود. که به عنوان مثال از ادغام دو سنسور میتوان مانند دوربین های DSLR ایجاد بوکه کرد.

### باتری
باتری این گوشی تلفن همراه از نوع لیتیوم پلیمری ۴۰۰۰ میلی‌آمپری می‌باشد؛ که از فناوری super charge بهره می‌برد. تا تلفن همراه بتواند بیشترین جریان ممکن را دریافت کند.

### سیستم عامل
سیستم عامل نصب شده روی این گوشی از نوع اندروید نسخه ۷ می‌باشد و از رابط کاربری emui استفاده می‌کند.

### پردازنده
پردازنده استفاده شده در این نوع از تلفن همراه از نوع kirin 960 با چهار هسته با فرکانس ۲٫۴ گیگاهرتز و چهار هسته دیگر با فرکانس ۱٫۸ گیگاهرتز می‌باشد.

### حافظه
حافظه داخلی این محصول ۶۴ گیگابایت می‌باشد و روم استفاده شده هم ۴ گیگابایت می‌باشد.

## یادکردها
1. ↑  Huawei Mate 9
2. ↑  «بررسی میت 9 هواوی». بایگانی‌شده از اصلی در ۱۶ فوریه ۲۰۱۷. دریافت‌شده در ۱۵ فوریه ۲۰۱۷.
3. ↑  «هواوی mate 9 و دوربین ساخت لایکا». بایگانی‌شده از اصلی در ۱۶ فوریه ۲۰۱۷. دریافت‌شده در ۱۵ فوریه ۲۰۱۷.
4. ↑  «بررسی هواوی میت 9 (Huawei Mate 9): پرچم‌دار جدید هواوی». بایگانی‌شده از اصلی در ۲۲ ژانویه ۲۰۱۷. دریافت‌شده در ۳۱ ژانویه ۲۰۱۷.